# Октасульфид гептахрома
Октасульфид гептахрома — неорганическое соединение
серы и хрома
с формулой Cr7S8,
кристаллы.

## Получение
- Сплавление стехиометрических количеств чистых веществ:

{\displaystyle {\mathsf {7Cr+8S\ {\xrightarrow {320^{o}C}}\ Cr_{7}S_{8}}}}

## Физические свойства
Октасульфид гептахрома образует кристаллы с произвольно распределёнными вакансиями,
гексагональной сингонии, параметры ячейки a = 0,3459 нм, c = 0,5761 нм, Z = ≈1/3
.
Соединение образуется по перитектоидной реакции при температуре ≈320°C.